# Шаровіптерикс
Шаровіпте́рикс, шаровіптерикс парадоксальний (лат. Sharovipteryx mirabilis) — вид вимерлих планеруючих рептилій з ряду Prolacertiformes, єдиний у родині Podopterygidae, що жив у тріасовому періоді (242,0—221,5 млн років тому). Відомий за єдиною скам'янілістю скелета, знайденою у 1965 році в ущелині Мадиген, Ферганська долина у Тянь-Шані. Родову назву дали в честь палеонтолога, який знайшов скам'янілість — Олександра Григорійовича Шарова. Особливістю шаровіптерикса були задні лапи, між якими натягувалася шкірна перетинка, дозволяючи рептилії планерувати.

## Опис
Був приблизно 20 см завдовжки, з дуже довгим хвостом. Між задніми ногами містилася широка шкірна складка, що дельтоподібним крилом. Між передніми також імовірно натягувалася менша перетинка, що дозволяла регулювати висоту польоту під час планерування. Політ відбувався у майже вертикальному положенні. При цьому передніми лапами рептилія могла хапати здобич з дерев. Існує декілька варіантів розташування перетинок, оскільки їхні відбитки на скам'янілості збереглися не повністю.
Можливо був близьким родичем або навіть предком птерозаврів.

## Зображення

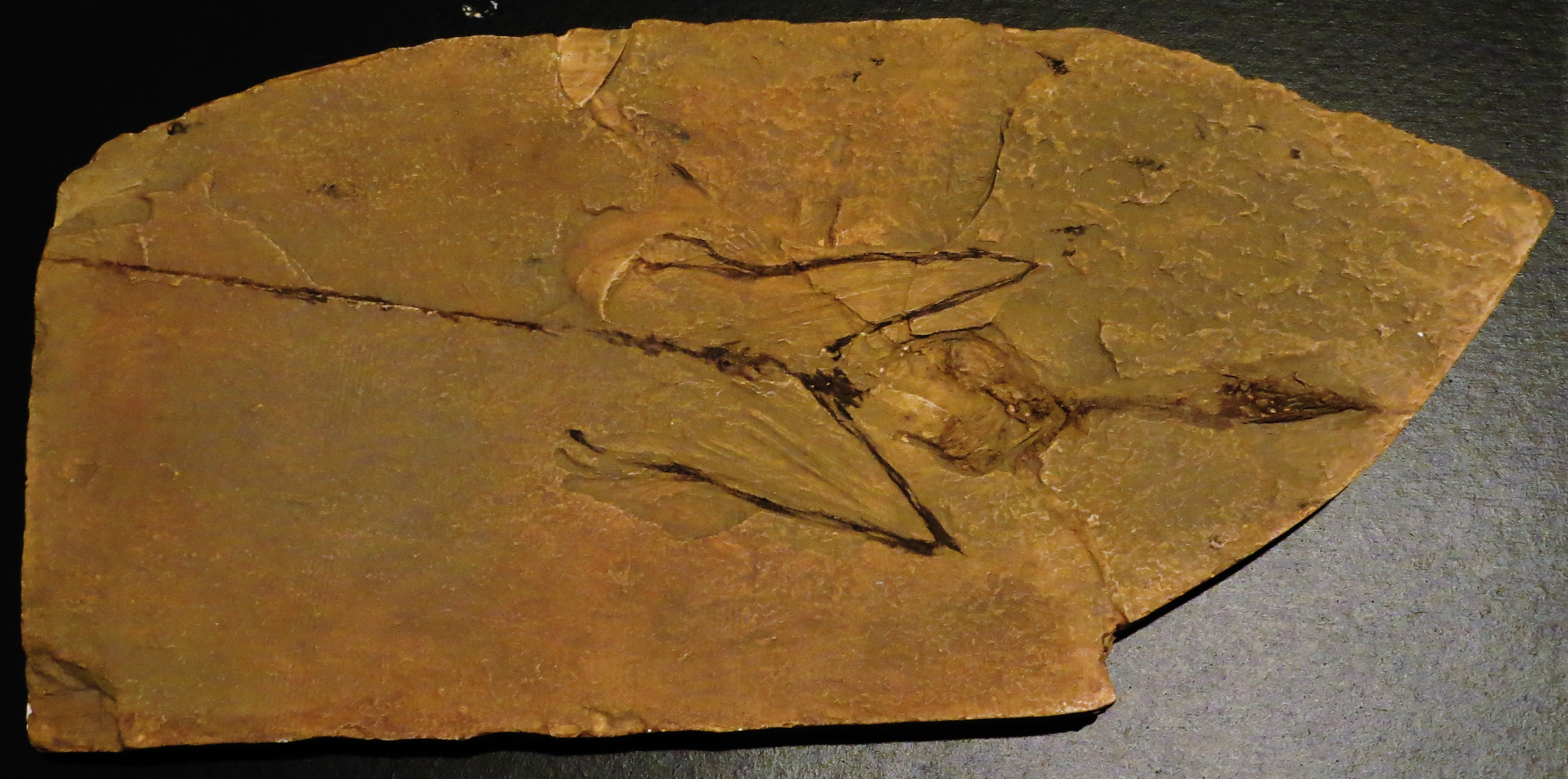
Скам'янілість
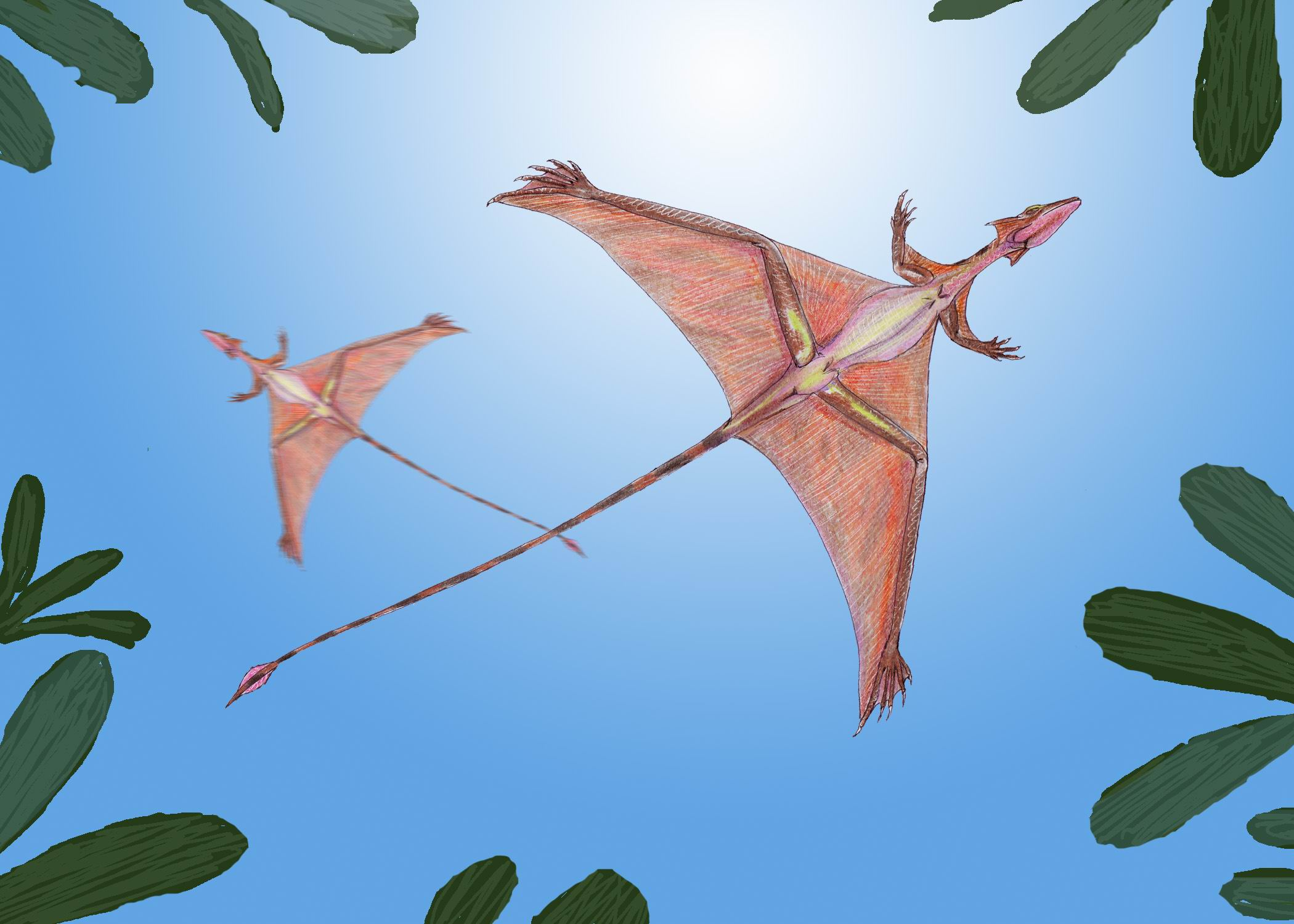
Шаровіптерикси у повітрі
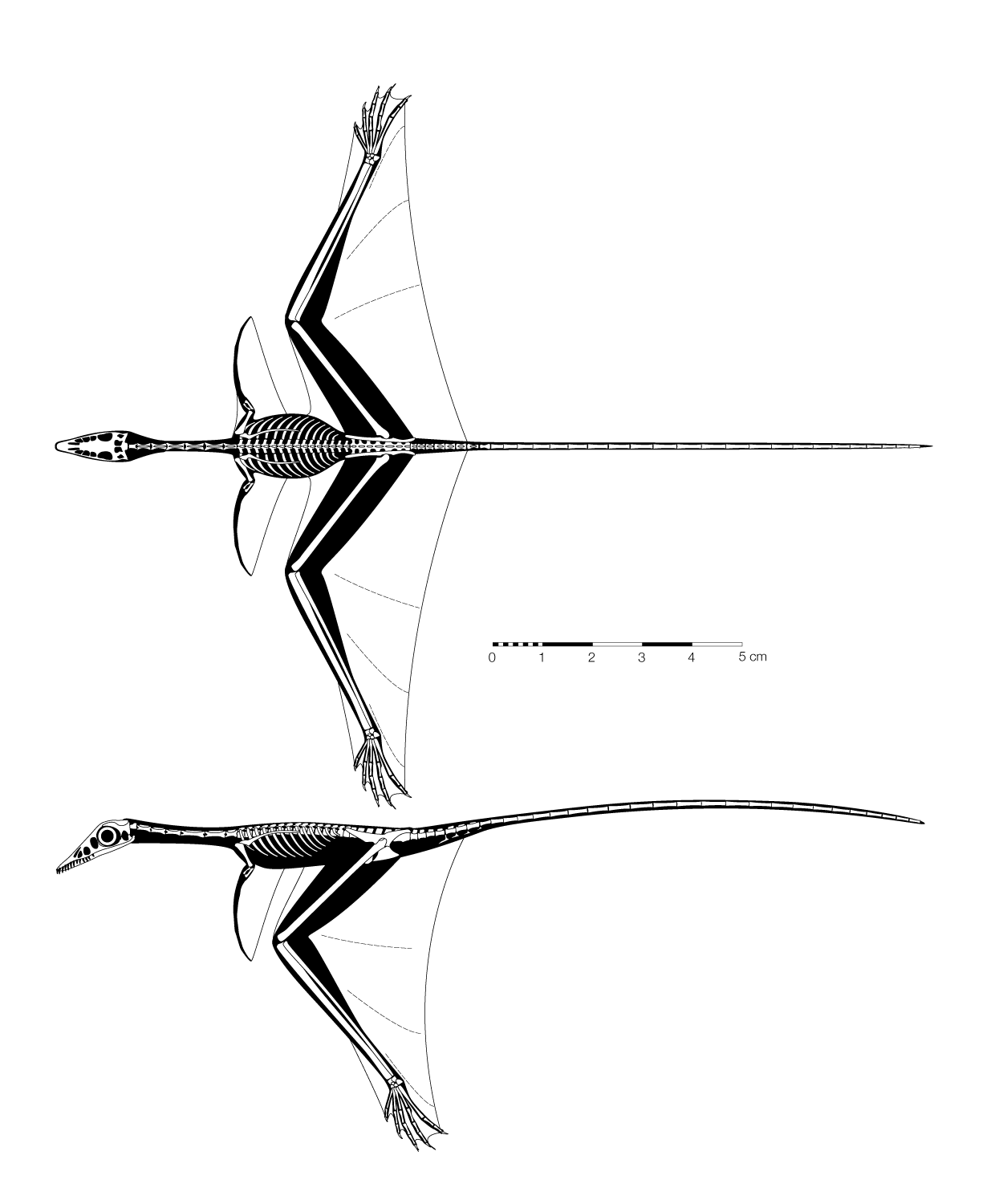
Реконструкція скелета